# Stojčići (kanton zenicko-dobojski)
Stojčići – wieś w Bośni i Hercegowinie, w Federacji Bośni i Hercegowiny, w kantonie zenicko-dobojskim, w gminie Olovo. W 2013 roku liczyła 182 mieszkańców, z czego większość stanowili Chorwaci.